# Carol Chomsky
Carol Doris Chomsky (1 de julio de 1930-19 de diciembre de 2008), de soltera Carol Doris Schatz, fue una lingüista y pedagoga estadounidense, conocida por sus investigaciones empíricas sobre la adquisición del lenguaje por parte de los niños.

## Biografía
Nacida en Filadelfia, estado de Pensilvania (EE. UU.), se graduó en filología francesa por la Universidad de Pensilvania en 1951. En 1949 había contraído matrimonio con su amigo de infancia el también lingüista Noam Chomsky. La pareja vivió durante varios años de la década de los 60 en un kibutz de Israel.
A su regreso de Israel, Carol Chomsky se doctoró en Lingüística en 1968 en la Universidad de Harvard. El matrimonio estaba preocupado por las complicaciones que pudieran conllevar las actividades políticas de su marido contra la guerra de Vietnam, por lo que priorizaron la carrera investigadora de Carol como medio de subsistencia en caso de que Noam fuera detenido. En dicho centro fue profesora en la Facultad de Educación desde 1972 hasta su retiro en 1997.
Falleció en Lexington, estado de Massachusetts, a causa de un cáncer.

## Obra académica
Carol Chomsky llevó una investigación de corte empírica y experimental, a diferencia de su esposo que llevó a cabo una investigación más abstracta basada en herramientas lógico-matemáticas.
Su obra más conocida es The Acquisition of Syntax in Children From 5 to 10, de 1969. En ella, estudió como los niños van tomando conciencia primero de su lengua materna, y después, van adquiriendo más destrezas sintácticas que le permitirán realizar frases cada vez más complejas. En el libro, Carol Chomsky considera que es a partir de los 5 años cuando el niño comienza a adquirir esas habilidades sintácticas, pero que irá incrementando y manejando paulatinamente a lo largo de su infancia.
Posteriormente, durante la década de los 70, Carol Chomsky desarrolló métodos y técnicas para mejorar la compresión lectora. Para ello, elaboró un método conocido como 'Lectura repetida', que consistía en pedir al niño con dificultades lectoras que leyese un pasaje en silencio mientras que, al mismo tiempo, ese pasaje era reproducido en una cinta por un reproductor. Tras realizar varias audiciones, el niño sería capaz de leer con fluidez el pasaje sin ayuda de la cinta. Este método pues mejora la fluidez y compresión del significado.